# 疣状叉蕨
疣状叉蕨（学名：Tectaria variolosa）为叉蕨科叉蕨属下的一个种。